# Corresponsalía Austríaca
La Telegraphen-Korrespondenz Bureau, comúnmente traducido como Corresponsalía Austríaca (Österreichische Correspondenz; oficialmente, K.u.k. Telegraphen-Korrespondenz Bureau), fue una agencia noticiosa del Imperio austriaco. Era una predecesora directa de la actual Agencia de Prensa de Austria.
Joseph Tuvora fundó la Österreichische Correspondenz en Viena el 10 de octubre de 1849 bajo los auspicios del Gobierno austriaco. En aquel entonces, otras corresponsalías y oficinas telegráficas privadas ya habían sido fundadas en unos cuantos otros países, como la Agence Havas en Francia (predecesora de AFP de hoy) en 1835, la Associated Press en los EE. UU. en 1846, y la Agencia Wolffsche Telegraphische en Prusia, también en 1849. Dos años más tarde, Paul Julius Reuter establecería el Mr. Reuter's Cabled Messages Office (hoy día la Reuters) en Londres.
Aunque estaba establecida como una compañía privada, la corresponsalía serviría como vocera de hecho para el gobierno Habsburgo. En 1859, para un mayor control por las autoridades, la agencia noticiosa fue oficialmente nacionalizada y rebautizada como la Kaiserlich und Königlich Telegraphen-Korrespondenz Bureau, ahora considerada como primera agencia noticiosa estatal del mundo. Las iniciales Kaiserlich und Königlich (o K.u.K.) en su nombre significan «Imperial y Real», comunes en instituciones públicas de la monarquía dual. Durante su existencia, la corresponsalía trabajó internacionalmente a través de contratos de intercambio con Reuters y la Agencia Havas, y fue uno de los principales servicios noticiosos cablegráficos en el siglo XIX.
Finalmente, después del estallido de Primera Guerra Mundial, en 1914, la corresponsalía fue incorporada a la k.u.k. Kriegspressequartier (oficina de prensa militar). En su forma moderna, la APA sólo se estableció en 1945, tras la liberación de Austria en la Segunda Guerra Mundial.

## Historia

### Primeros años
Joseph Tuvora era un periodista austriaco quién había sido uno de los dirigentes de la Revolución de 1848, derrocada un año antes. Tras de la derrota, él decidió cambiar lados y se unió al nuevo gobierno austriaco. De sus principios, la "Corresponsalía Austríaca" era una agencia de prensa telegráfica. El entonces ministro del Interior, Alexander von Bach, deseaba utilizarla para rechazar las “mentiras” de la prensa y contrarrestar la difusión noticiosa en contra del gobierno. En cambio, Tuvora aceptó recibir un subsidio anual de 340 florines.
Después de la guerra austro-italiana de aquel año, la absorción de los territorios italianos por el mariscal checo Joseph Radetzky, quién mandó el ejército austriaco a Lombardía y al Véneto, redundó un poco en una descentración de la "Corresponsalía Austríaca", con oficiales agregados a las oficinas de la agencia en cada región del imperio. Tras la muerte del canciller Félix Schwarzenberg, el 5 de abril de 1852, Von Bach se volvió la figura más importante en el estado. Él reinstituyó la censura a la prensa y envió sus hombres de confianza para gobernar Hungría, la cual fue dividida en cinco distritos, mientras Transylvania y Croacia eran directamente gobernadas desde Viena.
Tuvora invitó a Edward Warrens (1820-1872), un antiguo cónsul de EE. UU. en Trieste, para ser editor-jefe de la revista Lloyd's austríaca. De sus principios en 1833, el Lloyd's austríaco estuvo creado como una compañía para centralizar la información relacionada con transporte marítimo, vía una red internacional de corresponsales y diarios, cuyo comercio con el Este sería aumentado luego que, en noviembre de 1854, Mohammed Dijo, nuevo virrey de Egipto, concedió a Ferdinand de Lesseps un permiso para construir el Canal de Suez. Tuvora también quiso desarrollar la agencia en información general. Inspirado en el modelo de Havas, visitó la oficina de la agencia francesa en París en 1858. En fines de los años 1850, la Österreichische Correspondenz tuvo una oficina propia en París, dirigida por el periodista Miklós Jósika, y donde trabajó Lajos Kossuth (más tarde un prestigiado autor húngaro).
Estos proyectos estuvieron parados por un error profesional. En 4 de junio de 1859, la "Corresponsalía Austríaca" erróneamente anunció la victoria austriaca, especificando que un refuerzo de 50 000 soldados había derrotado a los franceses a través del río Tesino, mientras la batalla real acabó en una victoria decisiva para las fuerzas franco-sardas. La agencia austríaca había sido engañada por un bulo de mercado de valores en Italia, transmitido por telégrafo a Inglaterra y Bélgica, al final de la Batalla de Magenta. La falsificación noticiosa por algún tiempo invirtió la dirección de precios en el mercado de valores de París. Una semana más tarde, en 11 de junio, el Consejo de Ministros austríaco decidió establecer su propia agencia noticiosa para Austria y Hungría, concediéndole monopolio estatal, algo deseado años antes por una figura anterior de la política austriaca, Klemens von Metternich. Una vez nacionalizada, la "Corresponsalía Austríaca" se rebautizó Kaiserlich und Königlich Telegraphen-Korrespondenz Bureau ("Oficina de Corresponsalía Telegráfica Imperial y Real"). La Österreichische Correspondenz como tal remitió sus últimos cables en diciembre de 1859, y se la sucedió la KKTK.

### Los años 1860
La nueva KKTK o Korrbureau se instaló en Viena en el Modenapalais, en Herrengasse. Un año más tarde,  fue movida al arsenal imperial en Renngasse, e integrado al comando militar. Su primer director ha sido  el General Josef Wilhelm von Gallina (1820-1883), un theoretician de movimiento de guerra y jefe más tardío de personal del ejército austriaco. Ludwig Hirschfeld, contratado en 1861, tomó el correo de general de secretario en 1866. Científico suizo Karl Brunner von Wattenwy, profesor de física anterior en la Universidad de Bern, quién encabezó la administración de telégrafo suiza de 1853 a 1857, se volvía responsable para el mismo servicio en Austria y quedó allí para el resto de la década. Von Wattenwy fue llamado para desarrollar la red telegráfica austríaca y impulsar la infraestructura. Sea un tiempo  cuándo Austria llevaba a cabo las reformas deseadas por los partidos liberales. El 19 de junio de 1861, MP Eduard Herbst propuso cuatro comités para trabajar en una constitución nueva, incluyendo un a instituto más libertad de prensa. De 1862 a 1867, aun así, la libertad concedida fue débil, ya que otra ley permitía a cualquier medio ser inmediatamente suspendido en el caso de guerra o amenaza de guerra.
En junio de 1866, durante la guerra austro-prusiana, en la batalla de Sadowa, Prusia derrotó a Austria, en parte gracias al telégrafo. El ejército austriaco una vez más anunció por primera vez una victoria y negó su derrota, al igual que siete años antes. 
Después de la guerra, los liberales lograron una mayoría en el Reichsrat. La prensa vendía bien, pero los diarios pequeños, mayoritariamente conservadores, solían comprar noticias de los servicios liberales. El gobierno nombró a Warrens como director de KKTK, principalmente para servir la prensa doméstica. Warrens era también cercano a Friedrich Ferdinand von Beust, quién devendría Ministro-Presidente de Austria en febrero de 1867.
El cártel de agencias noticioso establecido en 1859 pronosticaba que los dominios Habsburgos serían explorados solo por Wolff, pero en 1866, KKTK empezó a negociar un acuerdo con Havas y Wolff, llevando Reuters a también intentar hincar pie en Viena. Durante el mismo mes, Herbst proclamó sus ideales de libertad. En 1867, se volvió Ministro del Interior en el gabinete Auersperg. En enero de 1867, el Ministerio de Exteriores, ahora bajo Von Beust, obtuvo control sobre la KKTK. La agencia fue entonces refundada, durante el compromiso para cambiar el imperio austríaco en monarquía dual austrohúngara. Su actividad fue conducida por más dos años, cuando la administración liberal dejó la proliferación de periódicos. Pero, como KKTK era todavía muy dependiente en Wolff para noticias del extranjero, en febrero de 1867 los austríacos abrieron una delegación en Praga, y luego otra en Trieste.
El 30 de mayo de 1869, Havas y Wolff firmaron con KKTK un acuerdo de intercambio de noticias, cambiando sus noticias de Praga, Agram, Pesth y Lemberg por las de Europa occidental y Wall Street.

### Amenazas de Bismarck
Entre 1887 y 1889, el canciller alemán Otto von Bismarck se esforzó por "torpedear la alianza existente entre las principales agencias mundiales y generalistas, Reuters, Havas, Associated Press y la Agencia Continental (Wolff)", para reemplazarla con una especie de "Triple Entente telegráfica", juntando las agencias alemana, austríaca e italiana (Agencia Stefani). Sin embargo, en plan falló. Durante la última década del siglo, el presidente del consejo italiano, Francesco Crispi, promovió la ruptura con Havas, a la que acusó de propagar información falsa o parcial en contra de Italia, o alentar la política exterior de Francia. Stefani firmó un acuerdo de intercambio mutuo con Wolff, y KKTK se unió, así como con Reuters, para permitir que los gobiernos controlaran y censuraran, si necesario, las noticias de dentro y fuera del país. Como resultado, el cartel se aflojó aún más, lo que permitió que Stefani y KKTK crecieran. 

### El fin de  la corresponsalía
La KKTK se redujo considerablemente durante la Primera Guerra Mundial. En noviembre de 1918, tras la derrota de las Potencias Centrales, Austria fue proclamada una república y KKTK se dividió: cada oficina en el antiguo imperio se convirtió en la sede de una nueva agencia nacional: la oficina en Budapest fue tomada por el Magyar Távirati Iroda (MTI), la de Praga se convirtió en ČTK y la de Agram (Zagreb) se agregó a la nueva Agencia Avala en Yugoslavia. 
El delegado del KKTK en París, el escritor Paul Zifferer, quien también era oficial de prensa y agregado cultural de la embajada austríaca en París, se presentó en la Agencia Havas para explicar que la KKTK "había renunciado por completo a los errores de antes de la guerra" y se negó a "recibir cualquier otra cosa que no fuera información alemana" de Wolff. Él propuso a las agencias aliadas que centralizaran con KKTK las noticias de los Balcanes y difundieran su información desde allí, pero fue rechazado. El 17 de diciembre de 1919, el entonces director de KKTK, Joseph Karl Wirth (más tarde canciller de la República de Weimar), firmó otro contrato con Havas y Reuters válido durante diez años, lo que la convirtió en una simple repetidora de las otras agencias en Austria, mientras que Havas se convirtió en una colectora de noticias abriendo una delegación en Viena.